# احساس مالکیت (فیلم ۱۹۳۴)
احساس مالکیت (انگلیسی: Jealousy) فیلمی در ژانر درام است.